# Mariendorf (Münster)
Mariendorf ist eine Siedlung nördlich von Münster in Nordrhein-Westfalen. Sie gehört zum Wohnbereich (Stadtteil) Dyckburg im Stadtbezirk Münster-Ost. Die Stadtzelle Mariendorf ist mit 860 Einwohnern einer der kleineren zu Münster gehörenden Orte. Die Siedlung Mariendorf liegt als Straßendorf hauptsächlich entlang der gleichnamigen Mariendorfer Straße, die auf Höhe der Kanalbrücke des Schifffahrter Damm (Münster – Greven) diesen mit der Dyckburgstraße (St. Mauritz – Sudmühle) verbindet. Zur statistischen Stadtzelle Mariendorf (Nr. 262) gehört neben dem Ort auch das Gewerbegebiet Kleinmannbrücke/Schifffahrter Damm, welches jedoch strukturell zu Coerde gehört.
Mariendorf entwickelte sich als bäuerlicher Weiler in der Bauerschaft Werse, die dem Kirchspiel der St.-Mauritz-Kirche zugeordnet war bzw. ab 1844 zur Landgemeinde St. Mauritz gehörte. In den 1890er Jahren grenzte der Bau des Dortmund-Ems-Kanals Mariendorf nach Westen deutlich von der Coerheide, an der später der Stadtteil Coerde entstand. Nach Eingemeindungen verstädterter Gebiete im Jahr 1903 verblieb Mariendorf in der Gemeinde St. Mauritz, die damit wieder auf einen ländlichen Rest beschränkt war. 1975 wurde der Landkreis Münster schließlich aufgelöst und die Gemeinde St. Mauritz wurde mit der Gemeinde Handorf auf der anderen Seite des Wersetals zum Stadtbezirk Münster-Ost. Innerhalb dieses Bezirks wurde eine Trennung des ehemaligen St. Mauritz in den verstädterten Teil, das heutige Mauritz-Ost und den ländlich verbliebenen Teil Gelmer-Dyckburg vorgenommen, dem Mariendorf heute angehört.